# Агапіт (Лопатін)
Архимандрит Агапит (Лопатин) — релігійний та освітній діяч в Україні в часи Російської імперії. Ректор Харківської духовної семінарії РПЦ (безпатріаршої).

## Життєпис
1844 — пострижений в чернецтво РПЦ (безпатріаршої) з нареченням імені Агапіт.
1845 — закінчив Київську духовну академію Відомства православного сповідання Російської імперії.
1849 — інспектор Калузької духовної семінарії, а 1858 стає ректором. 
1860–1864 — ректор Харківської духовної семінарії в Слобідській Україні.